# Quattro rose rosse
Quattro rose rosse è un film del 1952, diretto da Nunzio Malasomma.

## Trama
Nei primi anni del Novecento, nell'atmosfera felice della Belle Époque e sullo sfondo delle corse dei cavalli, un'indossatrice è corteggiata da un giovane già fidanzato. Su di lei ha messo gli occhi anche un maturo banchiere che, per sbarazzarsi del rivale, fa credere a quest'ultimo di averla conquistata, con una lettera anonima avverte la fidanzata del suo tradimento e con un'altra lettera rivela all'indossatrice che il giovane è fidanzato. 
Il banchiere ottiene l'effetto desiderato e diventa l'amante dell'indossatrice. Il giovane viene sfidato a duello dal fratello della fidanzata, ma prima dello scontro riesce ad ottenere le prove (che in seguito si riveleranno fasulle) del tradimento della donna. Dopo diversi anni, durante i quali si è consumata la tragedia della Grande guerra, il giovane si ritrova con l'indossatrice e, parlando, chiariscono l'equivoco che li aveva divisi; quando sembra che tutte le cose siano appianate, il banchiere li scopre insieme e, credendosi tradito, uccide la donna che muore fra le braccia del giovane.

## Produzione
La pellicola rientra nel filone strappalacrime (poi ribattezzato dalla critica con il termine neorealismo d'appendice), molto in voga tra il pubblico italiano in quegli anni.
L'attrice Capucine, qui al suo primo film interpretato nel cinema italiano, nei titoli è accreditata erroneamente due volte, con lo pseudonimo Valerie Darc (interpretando uno dei ruoli principali) e con il suo vero nome, Germaine Lefebvre.
Il film ottenne il visto di censura n. 11.336 il 28 gennaio 1952.

## Colonna sonora
Nel film vengono eseguite le canzoni Come pioveva e Serata triste.

## Distribuzione
Il film venne distribuito nel circuito cinematografico italiano nel febbraio del 1952.
Venne in seguito rieditato con il titolo ...una signora di tanti anni fa.
Venne inoltre distribuito anche in Francia, con il titolo Quatre roses rouges, e nei paesi anglofoni con il titolo Four Red Roses.

## Accoglienza
Il film incassò 136.000.000 di lire dell'epoca.